# فخري شهاب
فخري أحمد شهاب (10 نوفمبر 1921 - 11 أكتوبر 2022)؛ اقتصادي كويتي، وهو عراب تحوّل الكويت من الروبية الهندية إلى الدينار الكويتي. شارك في تأسيس العديد من المؤسسات الاقتصادية الكويتية الكبرى، وكان لفترة غير قصيرة حلقة وصل بين الكويت والعالم الخارجي اقتصاديًا.

## النشأة والدراسة
ولد فخري شهاب في 10 نوفمبر 1921 في البصرة. غادر العراق إلى مصر في عام 1945 بعد أن تخرج بدرجة بكالوريوس في القانون، ومكث في القاهرة عامًا واحدًا، وفيها غيّر مجال دراسته من الحقوق إلى الاقتصاد الذي أصبح في ما بعد مجال تخصصه، ومنها ارتحل إلى لندن حيث نال درجة الدكتوراه في الاقتصاد من جامعة أكسفورد.

## أعماله
عمل بعد تخرجه في سكرتارية هيئة الأمم المتحدة، ثم مستشارًا للشؤون الاقتصادية والاجتماعية في مجلس الوزراء العراقي إبّان المملكة العراقية، ثم ارتحل إلى الكويت وأصبح مستشارًا اقتصاديًا للحكومة الكويتية. كان لفخري شهاب علاقة وطيدة بالشيخ جابر الأحمد الجابر الصباح، أمير الكويت الثالث عشر (1977-2006)، وقد بدأت علاقتهما منذ أواخر خمسينيات القرن العشرين حين كان الشيخ جابر رئيسًا لدائرة المالية والأملاك العامة للدولة قبل الاستقلال، وعاصر فترة إنشاء مجلس النقد الكويتي الذي تأسس في عام 1960 برئاسة الشيخ جابر وكان شهاب عضوًا فيه، وهو المجلس الذي أوكلت إليه مهمة الإصدار الأول من الدينار الكويتي حيث حل محل الروبية الهندية وكان شهاب مهندس وعراب هذا التحوّل. شارك شهاب في تأسيس عدد من المؤسسات الاقتصادية الكويتية الكبرى، أبرزها الصندوق الكويتي للتنمية الاقتصادية العربية، ومكتب الاستثمار الكويتي في لندن وصندوق احتياطي الأجيال القادمة.
من جانب آخر، شغل شهاب مناصب عدة دوليًا، فكان مستشارًا لحكومة بنما، ومستشارًا لشركة «متسوي» اليابانية في طوكيو ولندن.

## حياته الشخصية
تزوج شهاب من سيدة بريطانية، وأنجب منها ابنتين، واحدة تقيم في المملكة المتحدة والأخرى تقيم في الولايات المتحدة.

## وفاته
توفي فخري شهاب بمدينة الكويت، في يوم الثلاثاء 11 أكتوبر 2022 الموافق 15 ربيع الأول 1444 هـ عن عمر ناهز 100 عام، وقد عزا بوفاته أمير دولة الكويت الشيخ نواف الأحمد الجابر الصباح، ونائب الأمير ولي عهد الكويت الشيخ مشعل الأحمد الجابر الصباح.